# VR蓮舫
VR蓮舫（バーチャルリアリティーれんほう）は、民進党が開発したゲームのタイトル。

## 概要
民進党の代表であった蓮舫による、国会審議での追及を受けるというゲーム。専用のゴーグルを装着するとそこに映像が流れ、プレイヤー自身が総理大臣となり国会の場で国会議員の蓮舫から追及されることの疑似体験をするという内容。プレイヤーはゲームの最中には器具を装着しており、それで心拍数を測り厳しい追及を受けても平常心を保てるかということがスコアとなりこれを競う。
ヘッドマウントディスプレイとヘッドフォンを装着すればプレイヤーは国会での総理大臣になり目の前に蓮舫が現れる。まず蓮舫からの挨拶が行われて和やかなムードになる。それから蓮舫からのとある内容についての追求が始まる。追求が行われている最中には蓮舫が顔を近づけて叫んだり、他の国会議員から蓮舫の味方をする野次も飛ばされる。追及されている最中には心拍数がセンサーで測定されており、あらかじめ定められた数値を超えるたびにメンタルが減っていく。蓮舫から行われる追求は約3分間であり、この追及が終わった時点でどれだけのメンタルが残っているかで、プレイヤーの総理大臣の適正度が判定される。
野田佳彦もVR蓮舫をプレイしていた。野田は総理大臣の適正度はAであった。野田は総理大臣であった時にはいつも追及されていたし、蓮舫とはいつも会っているため慣れているからであった。だが初めての人はびっくりすると思うし、周りからの野次や拍手もあったために威圧感もあると感想を述べる。
VR蓮舫は大西健介の企画で製作された。製作しようと思ったのは、政治に関心が持てない若者に政治に関心を持ってもらおうと思っていたため。2024年東京都知事選挙の時期に大西健介は蓮舫との思い出を語り、それはVR蓮舫でのことであった。当時の大西は民進党の青年局長であり、VR蓮舫を製作することを許してくれるような人物なのであった。だが世間では強いや怖いのイメージが強すぎて、これ以外のイメージが皆に伝わっていないことを残念に思う。
窪田順生は2024年のダイヤモンド社の記事でVR蓮舫を取り上げて、このように蓮舫とは他人のあら捜しをして厳しい言葉で追及する人とというキャラクターが日本社会で定着しており、2024年東京都知事選挙の時にも変わっていないとする。そして蓮舫はこれまで他人には厳しくしてきたものの、都知事選で負けてから蓮舫が厳しくされるようになっており蓮舫がこれをいじめと訴えた際には、蓮舫は他人には厳しく言うが自分が厳しく言われればこのような態度になるということを批判した。そしてVR蓮舫はエンターテイメントとして成功であるが、実際の国会でこのようなことを行っても民進党の支持は広がらずに、逆に自由民主党の支持率が上がったのではないかとした。